# Livonie
Pour les articles homonymes, voir Livonia.

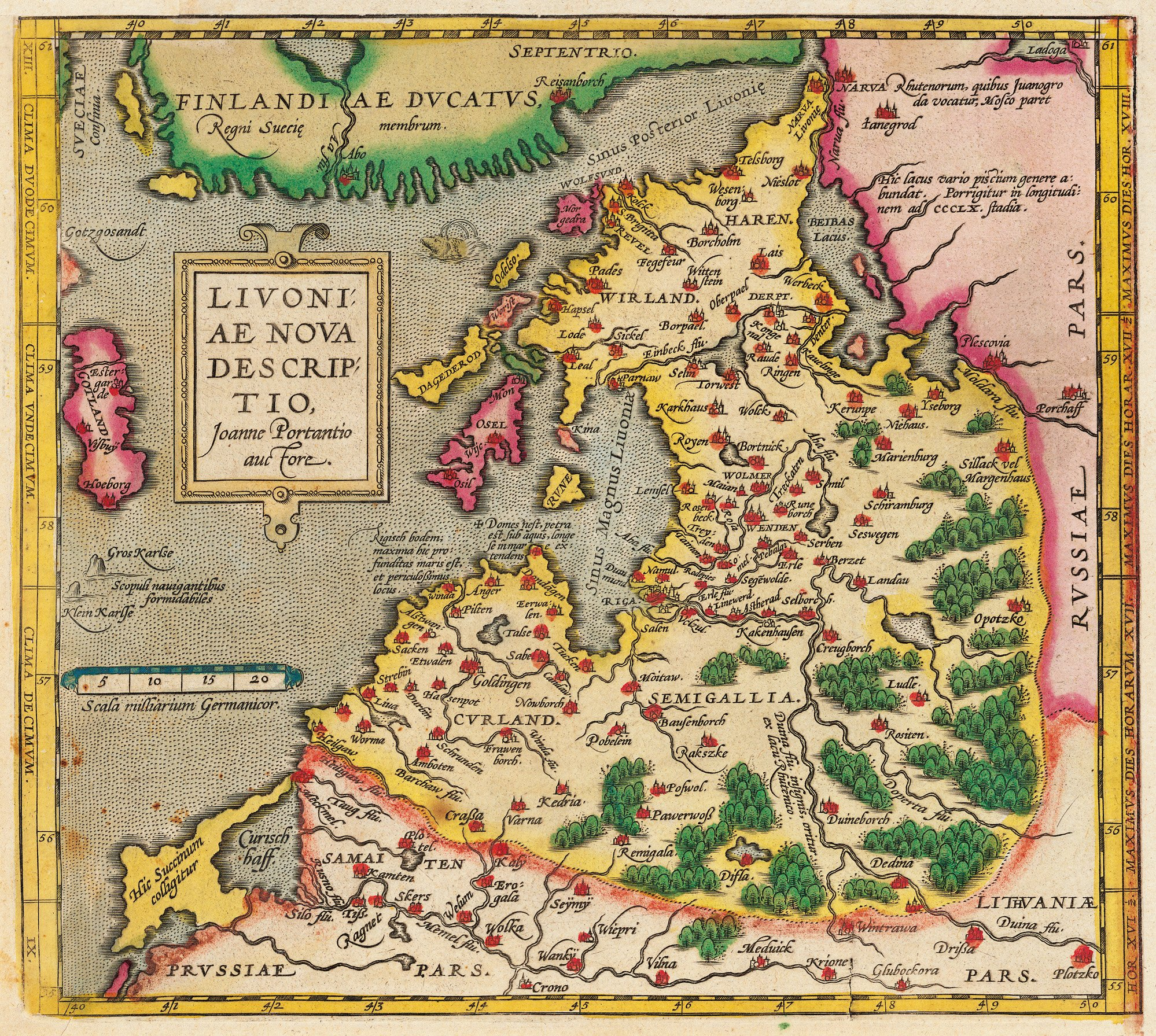
La Livonie, sur une carte du XVe siècle.

La confédération de Livonie en 1260.

Livonie (en latin : Livonia, en allemand et en suédois : Livland, en russe : Liflandia, Лифляндия) est le nom historique donné à plusieurs entités politiques se trouvant en Baltique orientale et dont le périmètre géographique  (tout en conservant le même nom) a évolué suivant les périodes historiques.
Le nom de Livonie a été donné pour la première fois par les croisés et pèlerins allemands aux régions conquises sur la côte de la mer Baltique et englobées au début sous le terme de « Terra Mariana » (le territoire étant dédié à Marie). Les premiers territoires conquis se trouvaient dans la vallée de la Daugava et de la Gauja, où vivaient les Lives, peuple finno-ougrien dont la culture se manifeste à partir du Xe siècle dans cette région. 
Par la suite et par extension, l'ensemble du territoire va garder ce nom même s'il englobe désormais les populations lettes, coures, sémigaliennes et sèles (territoire de l'actuelle Lettonie) et estoniennes conquises durant le XIIIe siècle. À partir de 1346, l'Estonie danoise (Nord de l'Estonie actuelle) est intégrée dans la Livonie.
À la suite de l'effondrement de l'Ordre Teutonique au XVIe siècle, le terme de Livonie va continuer à être utilisé officiellement ou officieusement pour des territoires dont le périmètre évoluera. On distinguera donc la Livonie médiévale teutonique (en allemand Alt-Livland) de la Livonie moderne qui va recouvrir du XVIe siècle à 1918 un territoire englobant grosso modo le Nord de la Lettonie actuelle (au nord de la Daugava) et le Sud de l'Estonie (régions de Tartu, Viljandi et Pärnu). Annexé en 1721 par la Russie, les limites de ce territoire ne changent pas et deviennent celles d'un gouvernement russe. Au sud se trouve le duché de Courlande et de Sémigalie puis à l'époque russe le gouvernement de Courlande. Au nord se trouve la province d'Estland, suédois puis russe.
En 1629, à la suite du conflit entre la Suède et la Pologne, les territoires du Sud-Est de la Lettonie actuelle (autour des villes de Daugavpils et Rezekne) sont détachés du reste de la Livonie pour devenir polonais et catholiques sous le nom d'Inflantu ou Livonie polonaise. En 1772, l'annexion russe met fin à l'existence de cette province dont l'identité très particulière va cependant se maintenir et former la « Latgale », une des trois régions historique de la Lettonie avec la Courlande et le reste de la Livonie dont elle se distingue nettement depuis le XVIIe siècle malgré une histoire antérieure commune.
Enfin en 1918, la création des États-nations estoniens et lettons aboutit à l'éclatement de la Livonie russe avec le rattachement des territoires estoniens au nord à l'État estonien. Depuis cette date, le terme de Livonie — ou Vidzeme en letton — continue à être utilisé uniquement pour les territoires devenus lettons se trouvant donc entre la Daugava au sud, la frontière estonienne au nord, la Baltique à l'ouest et la Latgale à l'est.
Si Riga a été depuis les origines la capitale politique de la Livonie (la Livonie s'étant structurée autour de cette ville fondée en 1201), elle forme par son histoire, sa population et sa situation géographique un ensemble à part par rapport au reste du territoire dont les principaux centres historiques et politiques sont Cesis (Wenden) et Valmiera (Wolmar). 
Du fait de son histoire, la région, peuplée donc essentiellement de Lettons ou d'Estoniens, a subi fortement l'empreinte de la culture germanique, l'aristocratie terrienne germanophone appelée par les historiens d'aujourd'hui germano-baltes ayant largement façonné ce territoire. Des minorités slaves et juives ont peuplé également la région même si beaucoup moins présentes qu'en Latgale, à Riga ou pour les Juifs en Lituanie.

## Histoire
La Livonie était habitée par les peuples fenniques (y compris des Lives, qui ont donné leur nom au pays) et baltes.
Au début du XIIe siècle, la Livonie était une contrée d'expansion territoriale et politique pour les Danois et les Allemands, et plus particulièrement pour la Ligue hanséatique et l'ordre cistercien. Elle resta ignorée de l'Europe occidentale jusqu'en 1158, date à laquelle des marchands de Lübeck établirent des comptoirs à l'embouchure de la Dvina. Un chanoine allemand, Ménard de Holstein, fonde un établissement sur la Dvina qu'il nomme Uexküll. En 1160, les marchands hanséatiques y fondent un comptoir.
La Livonie est alors donnée en fief à Albert de Buxhoeveden, neveu de l’archevêque de Brême, par Philippe de Souabe, roi de Germanie, qui fonde Riga. Albert de Buxhoeveden envoie un convoi de soldats pendant les croisades baltes pour convertir cette région au catholicisme et fonde officiellement Riga en 1201. Il y fait construire une cathédrale, et devient le premier prince-évêque de Livonie. La Livonie devient un territoire de colonisation baptisée Terra Mariana qui comprend les terres actuelles de la Lettonie et de l'Estonie. Ses frontières vont du golfe de Riga et du golfe de Finlande, jusqu'au lac Peïpous et la Russie à l'est, ainsi qu'à la Lituanie au sud.

### Les chevaliers Porte-Glaive (1204 – 1237)
Albert de Buxhoeveden fonde en 1202 les Fratres militiæ Christi Livoniæ ou « chevaliers Porte-Glaive », ordre religieux militaire, afin de convertir les païens de ces contrées. Ils quadrillent leur territoire de fortins et de châteaux-forts et fondent villes et villages pour fixer la population plutôt pastorale. Le pape Innocent III donne son accord en 1204. Après la bataille du Soleil en 1236, ils intègrent l'ordre Teutonique en 1237 et deviennent une branche autonome de l'ordre, dont le nom officiel est ordre de Livonie.

### La Livonie teutonique
La Livonie fait partie de l'État monastique des chevaliersTeutoniques à partir de 1237. Elle comprend les terres livoniennes gouvernées par les chevaliers de l'ordre livonien, l'évêché de Riga (archevêché à partir de 1255, comprenant 18 000 km2), les évêchés de Courlande (4 500 km2), d'Ösel-Wiek et de Dorpat, terres gouvernées par le frère d'Albert de Buxhoevden, Hermann, sous le nom de Terra Mariana (territoire de Marie). Les chevaliers, en conséquence de leur défaite à la bataille du Soleil, rendent le duché d'Estonie au royaume du Danemark en 1238 qui avait été conquis en 1227. Cependant, un siècle plus tard, Christophe II de Danemark le revend finalement à l'Ordre Teutonique en 1346.

### La Confédération livonienne (1418 – 1561)

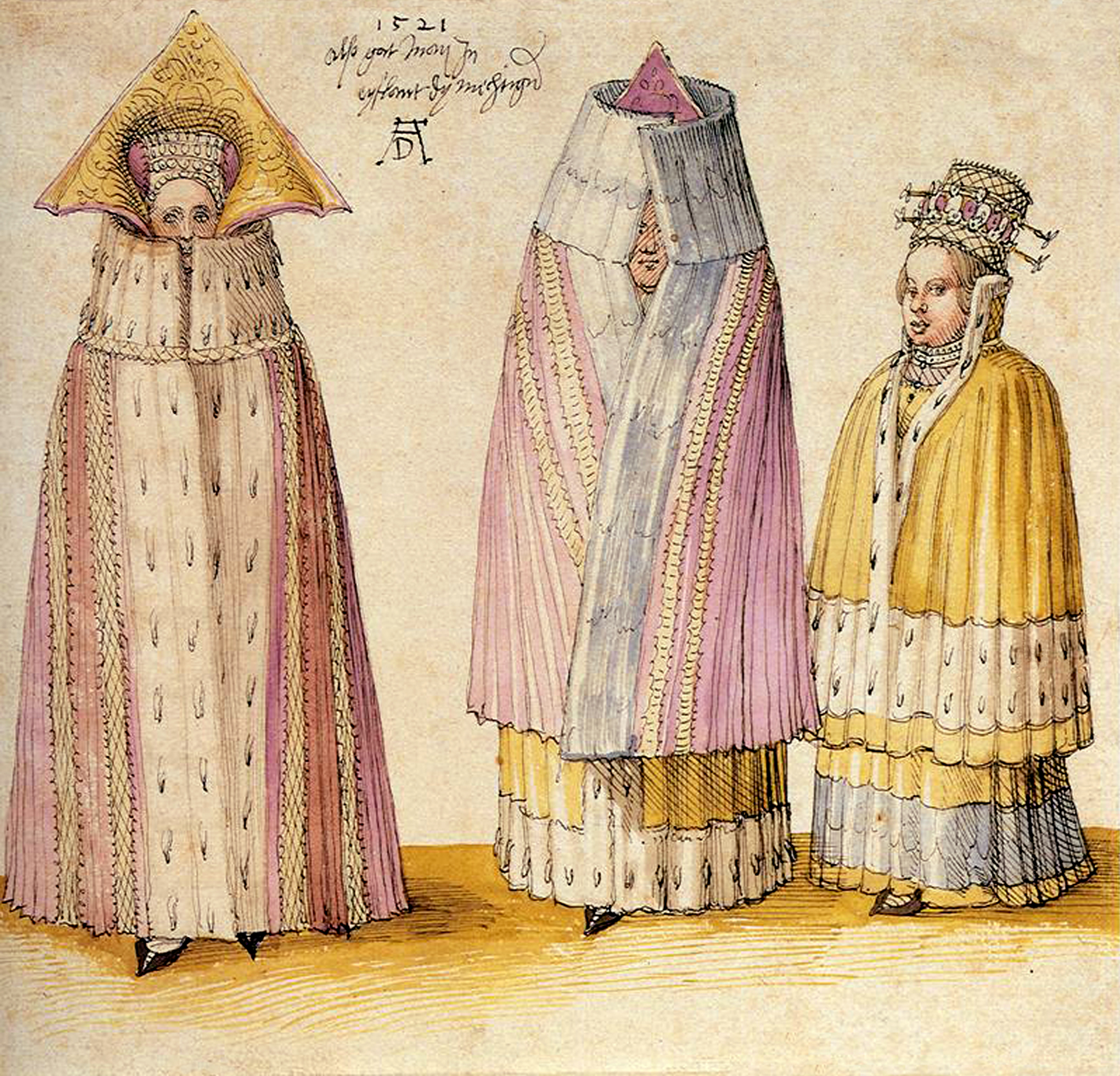
Dames de qualité en Livonie, par Dürer, musée du Louvre.

Les cinq États ecclésiastiques de la Livonie médiévale s'organisent en une Confédération livonienne en 1418. Une diète, ou Landtag, se forme à Walk en 1419. L'acte de naissance de la Confédération livonienne est signé le 4 décembre 1435 à Walk par l'ordre de Livonie, l'archevêque de Livonie siégeant à Riga, les seigneurs vassaux et les représentants des villes.

### Le royaume de Livonie (1570 – 1578)
Le royaume de Livonie a été déclaré tel par Ivan IV pendant la guerre de Livonie, mais n'a jamais été formellement établi. C'est le 10 juin 1570 que le duc Magnus de Holstein se fait couronner roi de Livonie à Moscou reconnaissant son allégeance à la Moscovie. Il retourne en Livonie avec vingt mille soldats pour prendre Reval aux Suédois, mais il abandonne le siège en mars 1571. Son frère, le roi du Danemark, lui refusant son soutien, Magnus se tourne vers la noblesse allemande de Livonie, mais il est finalement capturé par les Russes et doit renoncer à son titre royal. Il termine ses jours au château de Pilten en Courlande et meurt en 1583.

### Le duché de Livonie (1561 – 1621)
La Livonie tombe aux mains du grand-duché de Lituanie en 1561, dont elle devient la vassale. Elle est directement administrée par le roi de Pologne et le grand-duc de Lituanie à partir de 1569, après l'Union de Lublin.

### La Livonie suédoise (1629 – 1721)
La Livonie devient possession suédoise en 1629 en conséquence de la guerre polono-suédoise de 1626 – 1629. Elle recoupe presque les mêmes limites que l'ancien duché de Livonie. La Livonie suédoise devient un lieu de colonisation important et de vastes domaines sont formés, administrés par la noblesse allemande locale ou la noblesse suédoise. La Suède perd ces territoires en 1710 au profit de la Russie, ce qui est reconnu par le traité de Nystad en 1721.

### La Livonie polonaise ou Inflanty (1629 – 1772)
L'Inflanty ou Livonie polonaise est une voïvodie polonaise, unité administrative héritée du duché de Livonie, formée à partir des territoires laissés à la Pologne par la convention d'Altmark (1629) puis le traité d'Oliva (1661) avec la Pologne. Située à l'est de la rivière Aikvieste (Ewskt), elle se situe autour des deux grands centres urbains que sont Daugavpils (Dünaburg) et Rezekne (Rositten). Elle entre dans l'Empire russe au premier partage de la Pologne en 1772 et disparaît en tant qu'unité administrative en entrant dans le gouvernement de Vitebsk. Elle reste cependant une région culturelle bien distincte (dialecte et culture bien particulière au sein de l'ensemble letton, religion catholique, etc) et formera une des trois régions historique de la nation lettonne : la Latgale.

### Le gouvernement de Riga (1721 – 1796)
Le gouvernement de Riga est le nom de la province balte formée à partir des territoires de la Livonie autour de Riga qui entre dans l'Empire russe au début du XVIIIe siècle. Sa langue administrative demeure l'allemand, jusqu'en 1919. Le gouvernement d'Estonie est formé des terres plus au nord, autour de Reval.

### Le gouvernement de Livonie (1796 – 1918)

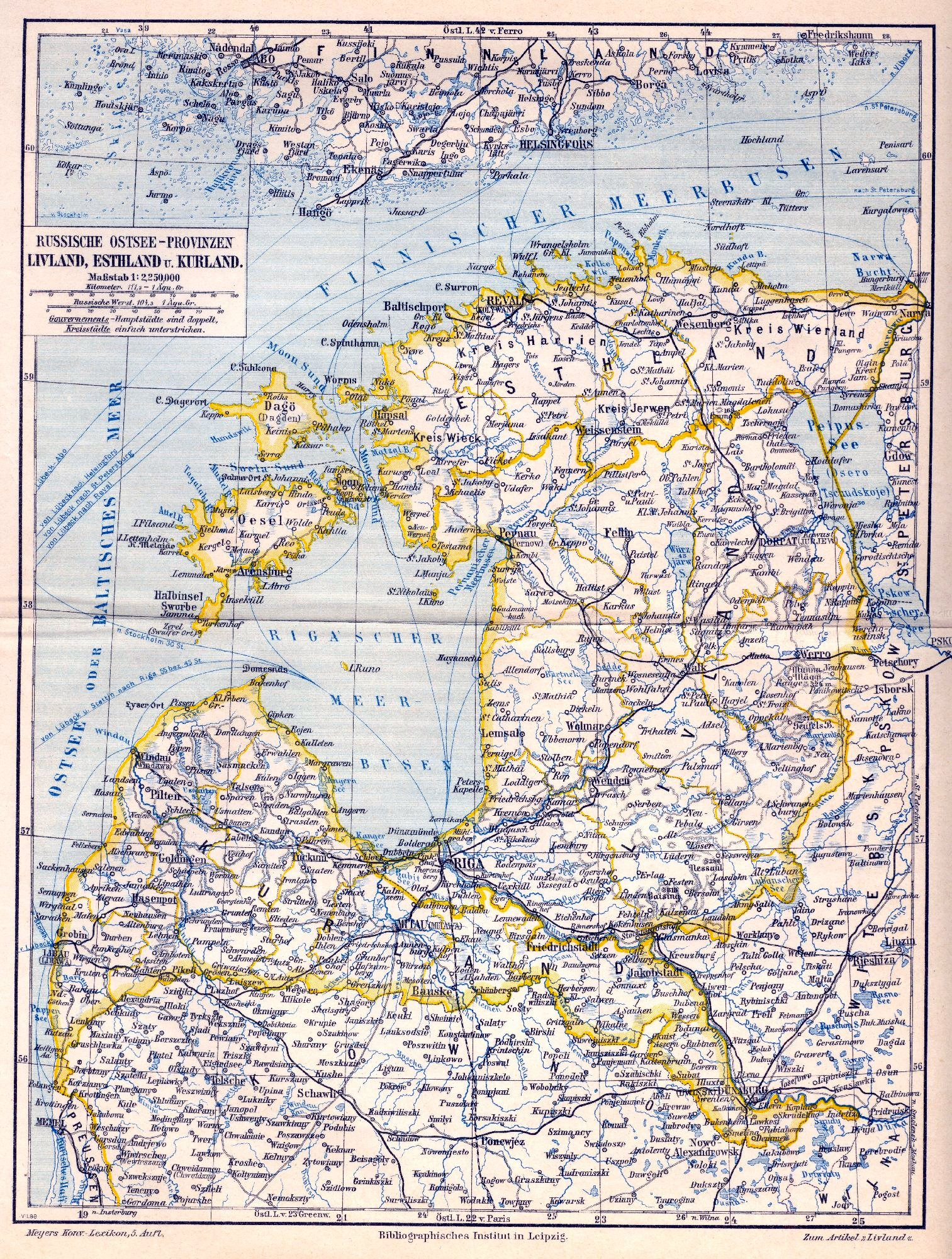
Carte du gouvernement de Livonie et du gouvernement d'Estland, au début du XXe siècle.

Le gouvernement (goubernia en russe) de Riga prend le nom de gouvernement de Livonie à partir de 1796 (en russe : Лифляндская губерни ; en allemand : Gouvernement Livland). Il reste nominalement en Russie, jusqu'en 1918, mais c'est un territoire occupé par l'Allemagne à partir de 1915 jusqu'en 1918, puis de 1918 à 1920 par des corps francs allemands qui appuient l'indépendance des pays baltes contre les troupes bolchéviques, à l'époque de la guerre civile.

### Le duché balte uni
Le duché balte uni est une tentative des Allemands dans les pays baltes occupés de créer une entité autonome à la fin de la Première Guerre mondiale, contre l'influence des Alliés et contre l'influence de la Russie bolchévique, en pleine guerre civile.

## Les Lives
Les Lives ne sont pas baltes comme les Lettons et les Lituaniens, ni des Slaves comme les Russes ou les Biélorusses, mais de langue fennique comme les Estoniens ou les Finnois. La population live n'est plus estimée qu'à 500 personnes en 2000. Un recensement letton de 1925 dénombrait 1 238 Lives. La première ville live est Ventspils en Lettonie.
La population live est la seule minorité nationale de Lettonie n'ayant pas son propre pays (les autres minorités nationales étant russe, biélorusse, lituanienne et polonaise).
Le dernier locuteur natif parlant le live, Viktors Bertholds, est mort le 28 février 2009.
En 2011, il y avait moins de 250 Lives en Lettonie, et la dernière personne qui parlait le live comme langue maternelle, Grizelda Kristina, est décédée le 2 juin 2013 au Canada, à l’âge de 103 ans. Le live est donc considéré comme une langue éteinte.